# 徐用仪
徐用儀（1826年—1900年8月11日），字吉甫，別字筱雲，浙江海鹽人。清朝政治人物，「庚子被禍五大臣」之一。

## 從政經歷

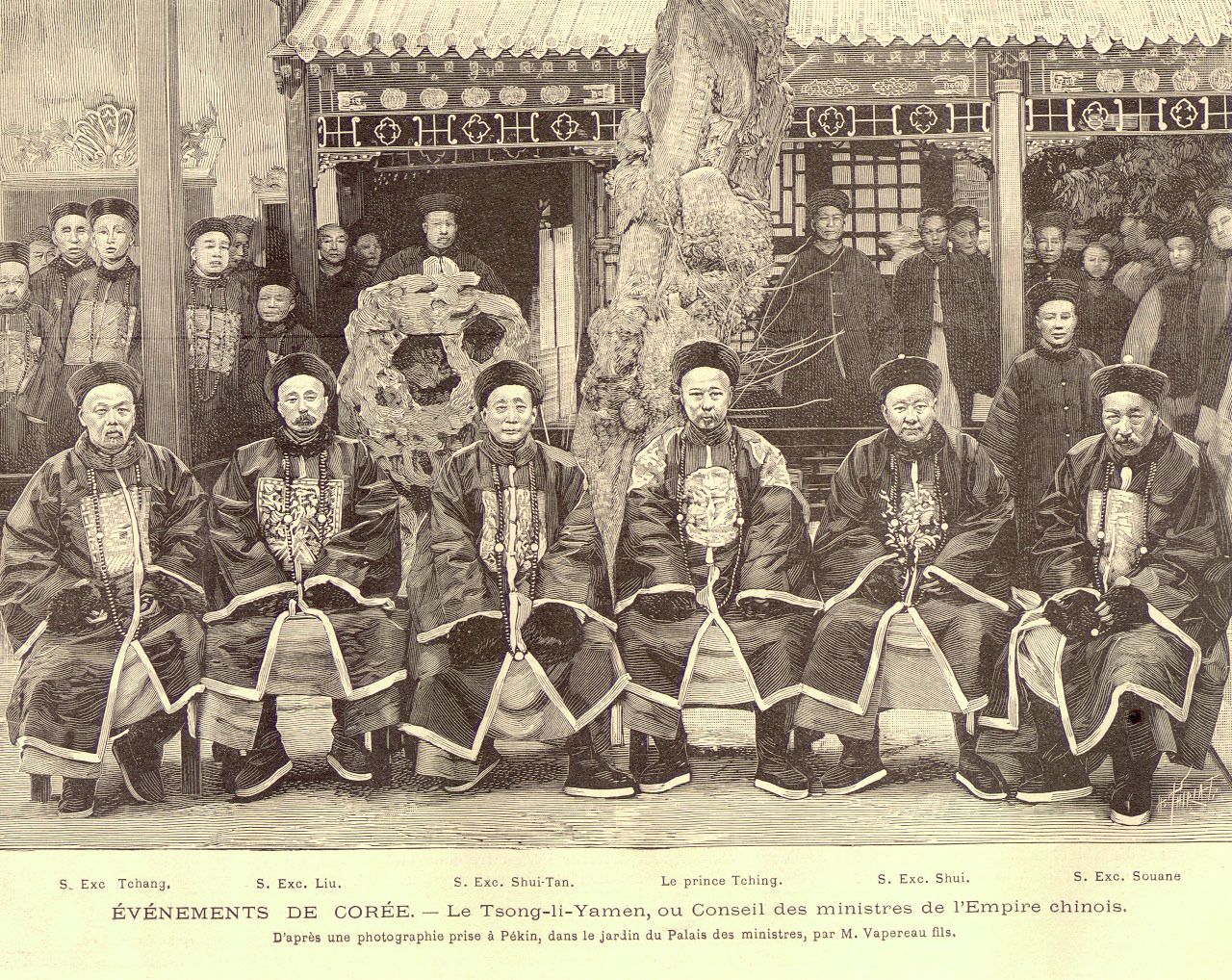
总理衙门大臣合影。右起：孙毓汶、徐用仪、庆亲王奕劻、许庚身、廖寿恒、张荫桓。

徐用儀出生於道光六年（1826年），咸豐九年（1859年）順天鄉試舉人。同治初年，擔任軍機章京，兼職於總理各國事務衙門。後升鴻臚寺少卿。光緒三年（1877年），擔任太僕寺少卿，並升職為大理寺卿，跟過去一樣掌管軍機處。後來升職為工部侍郎，並擔任總理各國事務衙門大臣，並歷任兵部侍郎與吏部侍郎等職，最後被任命為軍機大臣。光緒二十年（1894年）正月，加封為太子少保。

## 甲午戰爭
光緒二十年（1894年），當時在甲午戰爭前夕，整個朝廷都在爭論要和還是要戰，主和派樞臣孫毓汶被彈劾罷免之後，由翁同龢接任，翁同龢是主戰派，與主和派的徐用儀在討論政事時起了衝突，徐用儀被趕出樞廷，並解除所有官職。光緒二十四年（1898年）戊戌政變後，慈禧太后再度親政，徐用儀復職，並推薦太常寺卿袁昶，剛好許景澄回到京城，兩人都被命令與徐用儀一同任職於總理各國事務衙門。光緒二十五年（1899年），升任都察院左都御史，並為兵部尚書。

## 庚子事件

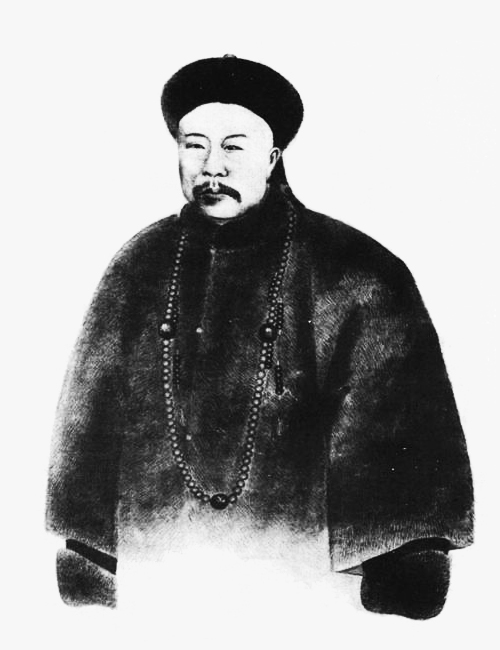
《庚子辛亥忠烈像赞》之徐用仪像

光緒二十六年（1900年），義和團運動興起。最早是光緒帝推動的百日維新新政讓中外都贊同，而王儲卻一直沒有人選（光緒帝無子女）。端王載漪掌權之後想要廢掉光緒帝，可是害怕外國人反對，聽聞義和團「拳民」有神功，又仇恨西教，想要以此來協助壓抑外國人，並召入京。
徐用儀提議嚴格禁止義和團的行動，但是不被接受，而在德意志帝國的公使克林德被殺害後，徐用儀說：「禍始此矣！」，並勸告慶親王奕劻，厚葬克林德。
後來，各國兵艦到達津沽，朝廷召集廷臣一起討論是和或戰。徐用儀、許景澄、袁昶及尚書立山、內閣學士聯元等五人一起上書，「奸民不可縱，外釁不可啟。」認為要嚴逞肇事的義和拳民，並與八國聯軍議和。但是載漪等人主戰甚力，朝廷大臣都接受了主張。徐用儀奉慈禧太后的命令到使館討論緩兵的事宜，被主戰派認為是奸邪。
7月28日，許景澄與袁昶先被殺害。8月11日，徐用儀被逮捕，並送到莊王載勛府邸。徐用儀並沒有辯駁，只說：「天降奇禍，死固分耳！」，與立山、聯元一同於菜市口被處死。過了三天，聯軍進入北京，而慈禧太后與光緒帝往西離京。
同年12月，光緒帝下詔為徐用儀等人平反，恢復舊有的官稱。宣統元年（1909年），追諡「忠愍」。浙江人為他設立祠堂於西湖，與許景澄、袁昶並稱「三忠」。

## 延伸阅读
[在维基数据编辑]
 《清史稿/卷466》，出自趙爾巽《清史稿》
 在维基共享资源阅览影像